# Công suất âm thanh
Công suất âm thanh là tỷ lệ năng lượng âm thanh được phát ra, phản xạ, truyền đi hoặc nhận được, trên đơn vị thời gian. Đơn vị SI của công suất âm thanh là watt (W). Nó là công suất của lực âm thanh trên bề mặt của môi trường truyền sóng âm thanh. Đối với một nguồn âm thanh, không giống như áp suất âm thanh, công suất âm thanh không phụ thuộc vào phòng hay khoảng cách. Áp suất âm thanh là đo đạc tại một điểm trong không gian gần với nguồn, trong khi công suất âm thanh của một nguồn là tổng công suất phát ra bởi một nguồn về mọi hướng. Công suất âm thanh đi qua một diện tích đôi khi được gọi là âm thông đi qua diện tích đó.

## Định nghĩa toán học
Công suất âm thanh ký hiệu là P, được định nghĩa bởi
{\displaystyle P=\mathbf {f} \cdot \mathbf {v} =Ap\,\mathbf {u} \cdot \mathbf {v} =Apv}
trong đó
- f là lực âm thanh của véc tơ đơn vị u;
- v là vận tốc hạt của phép chiếu của v trên u;
- A là diện tích;
- p là áp suất âm thanh.

Trong một môi trường, công suất âm thanh được tính bởi
{\displaystyle P={\frac {Ap^{2}}{\rho c}}\cos \theta ,}
trong đó
- A là diện tích bề mặt;
- ρ là khối lượng riêng;
- c là vận tốc âm thanh;
- θ là góc giữa hướng truyền âm thanh và đường pháp tuyến của bề mặt.

Ví dụ, âm thanh với SPL = 85 dB hoặc p = 0.356 Pa trong không khí (ρ = 1.2 kg·m−3 và c = 343 m·s−1) qua một bề mặt có diện tích A = 1 m² vuông góc với hướng truyền (θ = 0 °) có dòng năng lượng âm thanh là P = 0,3 mW.
Đây là tham số cần thiết khi chuyển đổi tiếng ồn trở lại năng lượng sử dụng được, cùng với bất cứ tổn thất nào trong thiết bị thu nạp.

## Bảng giá trị của các nguồn âm thanh chọn lọc

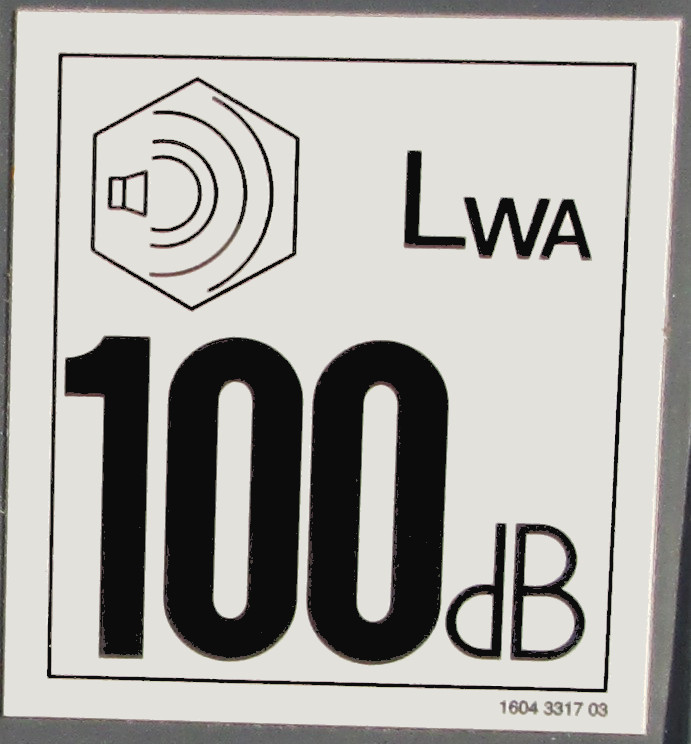
Mức độ công suất âm thanh tối đa (L_{WA}) của một máy nén khí di động

Sau đây là bảng ví dụ.
| Vị trí và nguồn âm thanh                                  | Công suất âm thanh (W) | Mức độ công suất âm thanh (dB ref 10−12 W) |
| --------------------------------------------------------- | ---------------------- | ------------------------------------------ |
| Tên lửa Saturn V                                          | 100.000.000            | 200                                        |
| Sonar dự án Artemis                                       | 1.000.000              | 180                                        |
| Động cơ tuốc bin phản lực luồng                           | 100.000                | 170                                        |
| Tàu bay động cơ tuốc bin phản lực cánh quạt lúc cất cánh  | 1.000                  | 150                                        |
| Tàu bay động cơ tuốc bin cánh quạt lúc cất cánh           | 100                    | 140                                        |
| Súng máy Đại phong cầm lớn                                | 10                     | 130                                        |
| Dàn nhạc giao hưởng Sấm lớn Tiếng nổ siêu thanh           | 1                      | 120                                        |
| Buổi hòa nhạc rock Máy cưa xích Mô tô tăng tốc            | 0,1                    | 110                                        |
| Máy cắt cỏ Ô tô ở vận tốc cao tốc Tàu điện ngầm bánh thép | 0,01                   | 100                                        |
| Phương tiện diesel lớn                                    | 0,001                  | 90                                         |
| Đồng hồ báo thức lớn                                      | 0,0001                 | 80                                         |
| Máy hút bụi tương đối yên tĩnh                            | 10−5                   | 70                                         |
| Máy sấy tóc                                               | 10−6                   | 60                                         |
| Radio hoặc TV                                             | 10−7                   | 50                                         |
| Tủ lạnh Giọng nói trầm                                    | 10−8                   | 40                                         |
| Nói chuyện khẽ                                            | 10−9                   | 30                                         |
| Nói thềm Đồng hồ đeo tay tích tắc                         | 10−10                  | 20                                         |
| Tiếng thở của một người                                   | 10−11                  | 10                                         |
| Giá trị tham chiếu                                        | 10−12                  | 0                                          |

## Quan hệ với các đại lượng khác
Công suất âm thanh có liên quan đến cường độ âm thanh:
{\displaystyle P=AI,}
trong đó
- A là diện tích;
- I là cường độ âm thanh.

Công ấm âm thanh có liên quan đến mật độ năng lượng âm thanh:
{\displaystyle P=Acw,}
trong đó
- c là vận tốc âm thanh;
- w là mật độ năng lượng âm thanh.

## Mức độ công suất âm thanh
Mức độ công suất âm thanh là một đo đạc loga của công suất của một âm thanh so với một giá trị tham chiếu.

Mức độ công suất âm thanh, ký hiệu là LW và đo theo dB, được định nghĩa bằng
{\displaystyle L_{W}={\frac {1}{2}}\ln \!\left({\frac {P}{P_{0}}}\right)\!~\mathrm {Np} =\log _{10}\!\left({\frac {P}{P_{0}}}\right)\!~\mathrm {B} =10\log _{10}\!\left({\frac {P}{P_{0}}}\right)\!~\mathrm {dB} ,}
trong đó
- P là công suất âm thanh;
- P0 là công suất âm thanh tham chiếu;
- 1 Np = 1 là neper;
- 1 B = 1/2 ln 10 là bel;
- 1 dB = 1/20 ln 10 là decibel.

Công suất âm thanh tham chiếu thường được sử dụng trong không khí là
{\displaystyle P_{0}=1~\mathrm {pW} .}
Ký hiệu thích hợp cho mức độ công suất âm thanh sử dụng tham chiếu này là LW/(1 pW) hoặc LW (re 1 pW), nhưng ký hiệu hậu tố dB SWL, dB(SWL), dBSWL, hoặc dBSWL rất phổ biến, kể cả nếu chúng không được chấp nhận bởi SI.
Công suất âm thanh tham chiếu P0 được định nghĩa là công suất âm thanh với mật độ âm thanh tham chiếu I0 = 1 pW/m² đi qua một bề mặt với diện tích A0 = 1 m²:
{\displaystyle P_{0}=A_{0}I_{0},}
do đó giá trị tham chiếu P0 = 1 pW.

### Quan hệ với mức độ áp suất âm thanh
Công thức tính công suất âm thanh từ áp suất âm thanh là:
{\displaystyle L_{W}=L_{p}+10\log _{10}\!\left({\frac {A_{S}}{A_{0}}}\right)\!~\mathrm {dB} ,}
trong đó:
{\displaystyle {A_{S}}} định nghĩa một bề mặt mà bao quanh toàn bộ nguồn. Bề mặt này có thể ở bất cứ hình dáng này, nhưng nó bắt buộc phải bao quanh toàn bộ nguồn.
Trong trường hợp nguồn âm thanh nằm ở một trường tự do trên một bề mặt phản xạ (ví dụ mặt đất), trong không khí ở nhiệt độ môi trường, mức độ công suất âm thanh ở khoảng cách r từ nguồn âm thanh xấp xỉ có liên quan với mức độ áp suất âm thanh bằng công thức
{\displaystyle L_{W}=L_{p}+10\log _{10}\!\left({\frac {2\pi r^{2}}{A_{0}}}\right)\!~\mathrm {dB} ,}
trong đó
- Lp là mức độ áp suất âm thanh;
- A0 = 1 m²;
- {\displaystyle {2\pi r^{2}},} định nghĩa diện tích bề mặt của bán cầu; và
- r phải đủ để bán cầu hoàn toàn bao phủ nguồn.

Trứng minh phương trình này:
{\displaystyle {\begin{aligned}L_{W}&={\frac {1}{2}}\ln \!\left({\frac {P}{P_{0}}}\right)\\&={\frac {1}{2}}\ln \!\left({\frac {AI}{A_{0}I_{0}}}\right)\\&={\frac {1}{2}}\ln \!\left({\frac {I}{I_{0}}}\right)+{\frac {1}{2}}\ln \!\left({\frac {A}{A_{0}}}\right)\!.\end{aligned}}}
Đối với một sóng cầu tiến,
{\displaystyle z_{0}={\frac {p}{v}},}
{\displaystyle A=4\pi r^{2},} (diện tích bề mặt của hình cầu)
trong đó z0 là trở kháng âm thanh đặc trưng riêng.
Do đó,
{\displaystyle I=pv={\frac {p^{2}}{z_{0}}},}
và từ đó theo định nghĩa I0 = p02/z0, với p0 = 20 μPa là áp suất âm thanh tham chiếu,
{\displaystyle {\begin{aligned}L_{W}&={\frac {1}{2}}\ln \!\left({\frac {p^{2}}{p_{0}^{2}}}\right)+{\frac {1}{2}}\ln \!\left({\frac {4\pi r^{2}}{A_{0}}}\right)\\&=\ln \!\left({\frac {p}{p_{0}}}\right)+{\frac {1}{2}}\ln \!\left({\frac {4\pi r^{2}}{A_{0}}}\right)\\&=L_{p}+10\log _{10}\!\left({\frac {4\pi r^{2}}{A_{0}}}\right)\!~\mathrm {dB} .\end{aligned}}}
Công suất âm thanh ước tính trên thực tế không phụ thuộc vào khoảng cách. Áp suất âm thanh được sử dụng trong tính toán có thể bị ảnh hưởng bởi khoảng cách do hiệu ứng nhớt trong sự truyền âm thanh trừ khi điều này được tính đến.